# William Ivey
William Ivey (* 1919 in Seattle, Washington; † 1992 ebenda) war ein US-amerikanischer Maler und Vertreter des Abstrakten Expressionismus im pazifischen Nordwesten.

## Leben
William Ivey wurde in Seattle geboren und besuchte die Broadway High School. 1937 begann er ein Studium an der University of Washington mit dem Ziel, Rechtsanwalt zu werden. Sein Interesse an der Kunst führte ihn jedoch zu Kursen an der Cornish School in Seattle. Während des Zweiten Weltkriegs diente er als Fallschirmjäger in Italien, wo er Werke von Michelangelo, Giotto und Caravaggio studierte. Nach dem Krieg setzte er seine künstlerische Ausbildung an der California School of Fine Arts in San Francisco fort, wo er bei namhaften Künstlern wie Clyfford Still, Mark Rothko und Ad Reinhardt studierte. Dort schloss er auch Freundschaft mit Richard Diebenkorn und Frank Lobdell.

## Werk
William Ivey war bekannt für seine abstrakten Gemälde, die sich durch eine reiche Farbpalette und expressive Pinselstriche auszeichnen. Seine Werke spiegeln Einflüsse des Abstrakten Expressionismus wider und weisen häufig eine dynamische Komposition und Textur auf. Seine erste Einzelausstellung fand 1964 in der Seattle Art Museum Pavilion Gallery statt.